# Gnophos darashama
Gnophos darashama là một loài bướm đêm trong họ Geometridae.